# Oscar Gladney
Oscar Gladney Rundqvist (født 22. juni 2000 i Viborg) er en triatlet fra Danmark, der er U/20-verdensmester i cross triatlon i 2019.

## Karriere
Gladney deltager i såvel den klassiske triatlon som den nyere variant cross triatlon, foruden duatlonsporten. I cross triatlon var han i 2018 blevet nummer to til DM samt til VM.
Hans første juniorverdensmesterskab var i 2017, hvor han blev nummer 37 ud af 2000.[kilde mangler] I 2017 deltog han også i europamesterskaberne, hvor han blev nummer 6.[kilde mangler] Ved sit andet europamesterskab for juniorer blev han nummer 20.[kilde mangler] Til danmarksmesterskaberne for seniorer, hvilket var hans første, vandt han guld.[kilde mangler] Ved europamesterskaberne i 2019 blev han nummer 16 individuelt og 11 i mixed hold.[kilde mangler] I 2018 blev han også kåret til årets talent af forbundet Triatlon Danmark. Han svømmer til dagligt på det lokale svømmehold i Viborg.[kilde mangler]